# S/2003 J 4
S/2003 J 4 este un satelit natural al lui Jupiter . A fost descoperit de o echipă de astronomi de la Universitatea din Hawaii condusă de Scott S. Sheppard⁠(d) în 2003.  
S/2003 J 4 are un diametru de aproximativ 2 km, și îl orbitează pe Jupiter la o distanță medie 23,000,000 km în 669 zile, la o inclinație de 149° față de ecliptică, într-o direcție retrogradă și cu o excentricitate de 0.497.
Aparține grupului Pasiphae, sateliți retrograzi neregulați care orbitează în jurul lui Jupiter la distanțe cuprinse între 22,8 și 24,1 Gm și cu înclinații cuprinse între 144,5° și 158,3°.

Acest satelit a fost considerat pierdut     până la sfârșitul anului 2020, când a fost recuperat de astronomii amatori Kai Ly și Sam Deen în imagini de arhivă din 2001-2018.  Recuperarea satelitului a fost anunțată de Minor Planet Center pe 13 ianuarie 2021. 